# الهيئة العامة السورية للكتاب
الهيئة العامة السورية للكتاب هي مؤسسة حكومية سورية تتبع مباشرةً لوزير الثقافة وتعنى بنشر الكتب المؤلفة والمترجمة في مختلف مجالات المعرفة والعلوم ، بالإضافة إلى الإسهام في تطوير الحركة الثقافية والفكرية في سوريا وإغناء الأوساط الثقافية السورية بالتطورات الحاصلة في الأوساط العربية والعالمية.

## التأسيس والأهداف

### التأسيس
في عام 2006 صدر عن رئاسة الجمهورية العربية السورية القانون رقم 8 القاضي بإنشاء هيئة مستقلة مالياً وإدارياً تتبع لوزير الثقافة تحت مسمى الهيئة العامة السورية للكتاب ويشرف على إدارتها مجلس إدارة خاص بالهيئة ومتمتع بالإستقلال الإداري عن الوزارة

### الأهداف
نصّ المرسوم على أن تكون أهداف الهيئة:
1. نشر الكتب المترجمة و المؤلفة والمحققة في مختلف مجالات المعرفة والثقافة والعلوم وتطوير الحركة الفكرية والثقافية والنشاطات المتعلقة بالقراءة وصناعة الكتاب عموما.
2. تعريف المجتمع بالحركات والاتجاهات الفكرية والثقافية والأدبية المحلية والعربية والعالمية وتنمية المدارك الفكرية والوطنية والقومية والإنسانية والعقلانية في التفكير.
3. تشجيع حركة الكتاب ترجمة وتأليفا وطباعة وتوزيعا ووضع خير ما أنتجته العقول الإنسانية والعربية والسورية في متناول الجمهور القارئ.
4. النهوض بمستوى القارئ والكتاب عن طريق تطوير حركة الترجمة والتأليف والطباعة وتوزيع الكتاب بما يكفل تلبية الحاجات المتنوعة لمختلف شرائح المواطنين واهتماماتهم المتنوعة.
5. العمل على تطوير الترجمة والتأليف والتحقيق للنهوض بمستوى اللغة العربية.

#### آلية تحقيق الأهداف
لقد وضع القانون عدة بنود لتحقيق الأهداف الهيئة في نشر المعرفة وهي ضمن الآتي:
1. وضع خطط ومشاريع بعيدة المدى لترجمة أهم ما أنتجه الفكر الإنساني قديما وحديثا إلى اللغة العربية ونشره ضمن مطبوعات الهيئة.
2. طباعة الكتب المترجمة والمؤلفة والمحققة ونشرها وتوزيعها.
3. إقامة المعارض والندوات المتخصصة والعامة والمشاركة في النشاطات والندوات والمعارض المحلية والعربية والعالمية المتعلقة بالثقافة عموما والكتاب خصوصا.
4. إبرام الاتفاقيات مع الهيئات المشابهة في الدول والمنظمات العربية والعالمية في إطار تبادل المعلومات والنشر المشترك.
5. منح الجوائز التقديرية والمالية للمبدعين من المفكرين والأدباء وإقامة المسابقات الأدبية والثقافية للإنتاج الفكري والثقافي و الأدبي والعلمي المتميز في مجالات الترجمة والتأليف والتحقيق وطباعة الكتاب.[2]

## خطة عملها وآلياتها
عمل الهيئة هو عمل مؤسساتي فيما يخص اختيار الكوادر وتنظيم المخططات وآلية النّشر، في أقسامها الأربعة: تأليف وترجمة، منشورات الطّفل والتّراث العربي.
ولديها خطّة شاملة فيما يخصّ النّشر محددة رؤيتها في التّركيز على الفكر النّهوضي، والاتجاهات الفكريّة والنّقدية الحديثة، وثقافة المقاومة وتعزيز حسّ المواطنة والمسؤولية.
ووضعت مشروعاً وطنياً شاملاً للترجمة يواكب أحدث التّيارات الأدبية والنّقدية والفكريّة في العالم، إضافة إلى فتح أبواب جديدة للترجمة عن اللغات والٱداب التّي لم تنل نصيبها من الاهتمام (كالصينية، الأندونيسيّة...إلخ) ، والاهتمام بمجلة الخيال العلمي وسلسلة الأدب العلمي التي تكاد تكون وحيدة في الوطن العربي.
ويهمّ الهيئة تأكيد التّفاعل الخلاق بينهاوبين الكتاب السّوريين والعرب وتحقيقه.

## مشاركاتها ونشاطاتها
1. آب 2017 شاركت الهيئة في معرض دمشق الدّولي للكتاب مشاركة مميزة بمشروع سُمي (الكتاب النّاطق) مخصص لذوي الاحتياجات الخاصة.[3]
2. 1 - 2 تشرين الأول 2017 بمناسبة اليوم العالمي للترجمة أقامت الهيئة ندوة وطنية تحت عنوان (التّرجمة في سورية..مشكلات وحلول) وذلك برعاية السّيد وزير الثّقافة.
3. 26 - 27 حزيران 2018 شاركت الهيئة في مهرجان دمشق الذي أقيم في حديقة تشرين تحت شعار (الشّام بتجمعنا).[4]
4. 31 تموز 2018 شاركت الهيئة العامة في الدّورة الثّلاثين من معرض الكتاب الذي استضافتها مكتبة الأسد في بنحو 1400 عنوان، كان من ضمنها كتباً خاصة بالسّينما وأخرى تناولت الحرب على سوريا بعضها مترجم لكتاب أجانب.[5]
5. البرنامج الإقليمي للأطفال في مجموعة كتب:
  1. ثلجة الشّحرورة البيضاء.
  2. زغلول.
  3. فتاة التّفاحة.
  4. ورود وعصافير.

إضافة لإطلاقها موقع إلكتروني يوفر نسخاً إلكترونية، لتمكين أي متصفح في الوطن العربي خاصة والعالم عامة من قراءة الكتب وتحميلها مجاناً، وتخططيها بإصدار مجلتين جديدتين إحداهما موفرة لأطفال الفئة العمريّة بين 4 إلى 7 سنوات، والأخرى مخصصة للتراث الشّعبي.

## الجوائز الصّادرة عنها
أطلقت الهيئة هذه المسابقات لتحفيز الحياة الثّقافية في سورية، بشرط ألا يتقدم الفائز في عام ما للمسابقة في العام الذي يليه.

### جوائز 2017
أطلقت الهيئة ثلاث جوائز عام 2017  وفاز فيها على التّوالي:

#### جائزةحنا مينهللرواية
1. (وصايا مشفى المجانين) لـ صفوان إبراهيم في المرتبة الأولى.[10][11]
2. (نبات شوكي) لـ حسن حميد في المرتبة الثّانية.[10][11]
3. (مطر أسود) لـ سليم عبود في المرتبة الثالثة.[10][11]

#### جائزةسامي الدّروبيللترجمة
1. (استبعاد العالم) ترجمة إبراهيم اسطنبولي في المرتبة الأولى.[11]
2. (ثلاث دقائق من التّأمل) ترجمة آلاء أبو زرار في المرتبة الثّانية.[11]
3. (الأم والطّفل بخير) ترجمة شادي حمود في المرتبة الثّالثة.[11]

#### جائزةعمر أبو ريشةفيالشّعر
1. قصيدة “ملك ضليل” لأسد الخضر في المرتبة الأولى.[11]
2. قصيدة ابن بيتي لغازي الخطاب  في المرتبة الثّانية.[11]
3. قصيدة لطلعت سفر في المرتبة الثّالثة.[11]

### جوائز 2018
أعادت الهيئة التّجربة في عام 2018  مع إضافة جائزتين احداها جائزة ممتاز البحرة لفن اللوحة الموجهة للطفل ولكن لقلة عدد المتقدمين عادت الهيئة وحجبتها، اما فيما يخص باقي الجوائز فقد فاز فيها:

#### جائزةحنا مينهللرواية
1. (فينيقيل) لـ أحمد ونوس في المرتبة الأولى.
2. (الظل المكسور للياسمينة العرجاء) لـ علي محمود المرتبة الثّانية.
3. (المرفأ امرأة) لـ حسام الدين خضور المرتبة الثالثة.

- ولمستواها الجيد تم التنويه لرواية (كواكب) لـ محمد الحفري من قبل لجنة التحكيم.

#### جائزةسامي الدّروبيللترجمة
1. (الجزيرة الأخيرة) تأليف فاسيلي بيتروفيتش تيشكوف أودويفسكي، ترجمة عياد عيد في المرتبة الأولى.
2. (التسونامي السياسي) تأليف سيرغي كورغينيان، ترجمة عدنان إبراهيم في المرتبة الثّانية.
3. (كل النور الذي لا نستطيع أن نراه) تاليف انتوني دوير، ترجمة زهرة حسن في المرتبة الثّالثة.

#### جائزةعمر أبو ريشةفيالشّعر
1. منصور حرب هنيدي في المرتبة الأولى.
2. منير خلف في المرتبة الثّانية.
3. أنس بديوي في المرتبة الثّالثة.

#### جائزةالقصة القصيرةالموجهةللطفل
1. (بطاقات السعادة) لـ وجدان أبو محمود في المرتبة الأولى.
2. (قلبي حبة تفاح) لـ ناديا داود في المرتبة الثّانية.
3. (ريحانة والنجوم) لـ عبير القتال في المرتبة الثّالثة.

## أهم الدوريات التي تصدر عنها

### مجلات
1. المعرفة
2. الحياة السينمائية
3. الحياة الموسيقية
4. الحياة التشكيلية
5. الحياة المسرحية
6. الخيال العلمي
7. جسور
8. أسامة
9. شامة

#### للأطفال
1. الكتاب الشهري للناشئة
2. سلسلة الأعلام
3. كتب الأطفال
4. لون وارسم[13]

## أهم المبادرات
لغتي ثقافتي

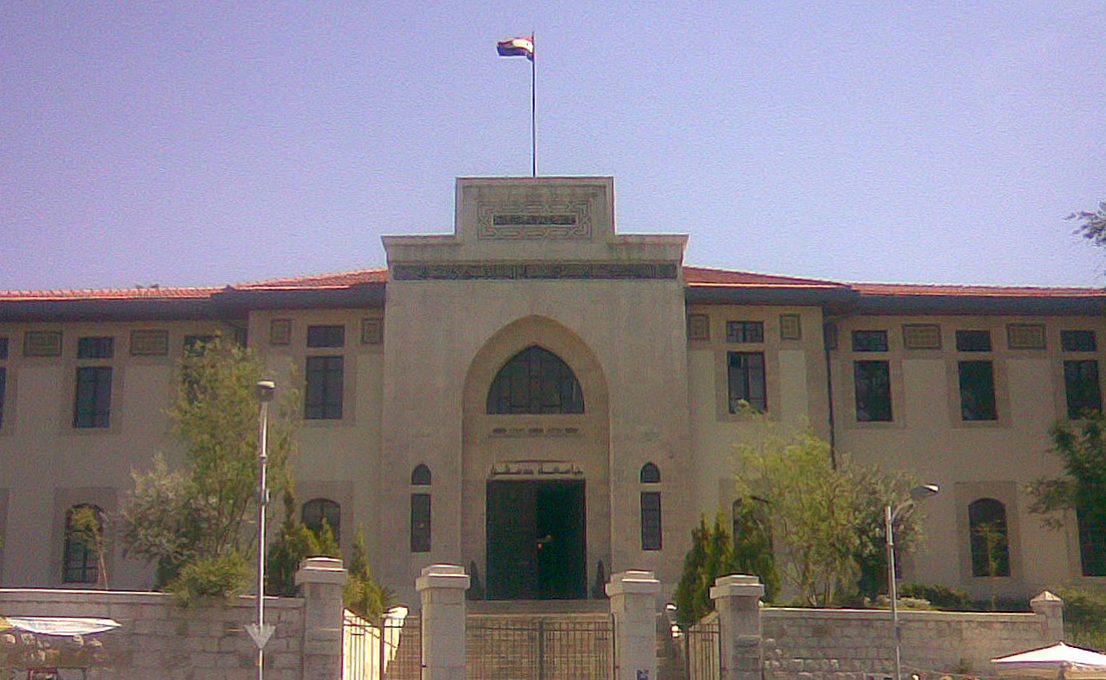
جامعة دمشق

مبادرة أنشأت بهدف توثيق الروابط بشكلها الصحيح بين الجامعة والهيئة والمجتمع ، وهي عبارة عن معرض كتاب يُقام بشكل دائم في حرَم كلية الآداب والعلوم الإنسانية في جامعة دمشق.

## وصلات خارجية
- معرض بمناسبة 10 سنوات على تأسيس الهيئة